# El Camp (Muntanyola)
El Camp és una masia de Muntanyola (Osona) inclosa a l'Inventari del Patrimoni Arquitectònic de Catalunya.

## Descripció
Masia de planta rectangular coberta a dues vessants amb el carener paral·lel a la façana, que té un portal adovellat i al damunt una finestra decorada. A la part esquerra hi ha un cos annexionat. A la part dreta i formant angle recte s'hi adossa un cos de porxos coberts dues vessants i amb el carener perpendicular a l'edificació, el qual se sostingut per uns pilars de maó. Hi ha un portal que tanca la lliça i les dependències agrícoles.
És construïda amb pedra fins a nivell del primer pis i el segon és de tàpia.

## Història
Antiga masia que es troba dins el terme de la vila rural de Múnter. La trobem esmentada en el fogatge de 1553 de la parròquia i terme de Sant Esteve de Múnter.
Habitava el mas en aquells època Salvador Camp. Fou ell segurament qui reformà el mas, com indica la dovella central del portal: "Camp 1568". Fou reformada també al segle xviii (1787).